# Besleria pallidiflora
Besleria pallidiflora är en tvåhjärtbladig växtart som beskrevs av Karl Fritsch. Besleria pallidiflora ingår i släktet Besleria och familjen Gesneriaceae. Inga underarter finns listade i Catalogue of Life.